# Castilien-La Mancha
Castilien-La Mancha (spansk: Castilla-La Mancha) er en autonom region i Spanien. Den ligger centralt i landet og er med en udstrækning på 79.463 km² den tredjestørste autonome region i Spanien (efter Castilien og Leon og Andalusien). I folketal er den imidlertid kun den niendestørste.
Castilien-La Mancha udgjorde tidligere sammen med Madrid regionen Castilla la Nueva "Ny Castilien". Den blev udskilt som selvstændig region i 1982. Hovedstaden er Toledo. Regionen består af følgende provinser, der alle har navn efter provinshovedstæderne:
- Albacete
- Ciudad Real
- Cuenca
- Guadalajara
- Toledo